# Ericaella samiria
Ericaella samiria là một loài nhện trong họ Miturgidae.
Loài này thuộc chi Ericaella. Ericaella samiria được miêu tả năm 1994 bởi Bonaldo.